# Мийоши Умеки
Мийоши Умеки (на английски: Miyoshi Umeki) е японско-американска певица и актриса. 

## Биография
Мийоши Умеки е родена на 8 май 1929 година в Отару, Хокайдо, Япония. Тя е най-малкото от девет деца. Баща й притежава фабрика за желязо.  След Втората световна война Умеки започва кариера като певица в нощен клуб в Япония, използвайки името Нанси Умеки. Нейните ранни влияния са традиционният театър кабуки и американската поп музика.  По-късно в едно от участията си в „Шоуто на Мерв Грифин“, тя почерпи зрителите с впечатлението си от певеца Били Екстийн, един от нейните американски любимци.  

### Кариера
Мийоши Умеки е най-известна с ролята на Кацуми във филма „Сайонара“ (1957), за която печели награда „Оскар за най-добра поддържаща женска роля“, тя е първата азиатска изпълнителка, която печели награда Оскар за актьорско майсторство. Друга известа нейна роля е на Мей Ли в мюзикъла на Бродуей и във филма „Flower Drum Song“ (1961), и като г-жа Ливингстън в телевизионния сериал „Ухажването на бащата на Еди“.
През 1958 г. тя е номинирана за награда „Тони за най-добра главна женска роля“ за изпълнението си в премиерната продукция на Бродуей на мюзикъла „Flower Drum Song“ където играе Мей-Ли. Шоуто продължава две години. В корицата на „Тайм“ се казва, че „топлината на нейното изкуство създава вид спокойна магия“.  Умеки се появи във филмовата адаптация на мюзикъла. Тя е номинирана за наградата „Златен глобус“ за песен на „Flower Drum Song“.  
Като певица тя записва предимно американски джаз стандарти, които пее отчасти на японски и частично на английски или само на един от двата езика.

### Личен живот
Първият й брак е с телевизионния режисьор Фредерик Уинфийлд „Уин“ Опи през 1958 г. завършва с развод през 1967 г..  Двамата има един син — Майкъл Х. Опи, роден през 1964 г.  Тя се омъжва за Рандал Худ през 1968 г., който осиновява сина й, променяйки името му на Майкъл Рандал Худ. Двойката управлява базиран в Лос Анджелис бизнес, отдавайки под наем оборудване за монтаж на филмови студия и университетски филмови програми.  Рандал Худ умира през 1976 г. 
Според сина й Умеки е живяла в Шърман Оукс в продължение на няколко години, след което се премества в Ликинг, Мисури, за да бъде близо до сина си и неговото семейство, което включва трима внуци.

### Смърт
Мийоши Умеки почива на 28 август 2007 година на 78-годишна възраст от рак. 

## Избрана филмография
| Година | Филм     | Оригинално заглавие | Роля        | Режисьор     |
| ------ | -------- | ------------------- | ----------- | ------------ |
| 1957   | Сайонара | Sayonara            | Кацуми Кели | Джошуа Логън |